# Gallows
Gallows es una banda de hardcore punk inglesa originaria de Watford, Hertfordshire formada en 2005. La banda se formó después de que la banda anterior de Laurent Barnard se disolviera. El álbum debut de Gallows, Orchestra of Wolves, fue distribuido en los Estados Unidos por Epitaph Records, y posteriormente firmaron un contrato con Warner Records por un 1 millón de £, y con esto grabaron Grey Britain.  La banda ha sido particularmente exitosa en el Reino Unido, con tres canciones en las UK Singles Chart, y han aparecido en revistas como Kerrang!, Alternative Press y Rolling Stone.

## Historia

### Formación yOrchestra of Wolves(2005-2008)

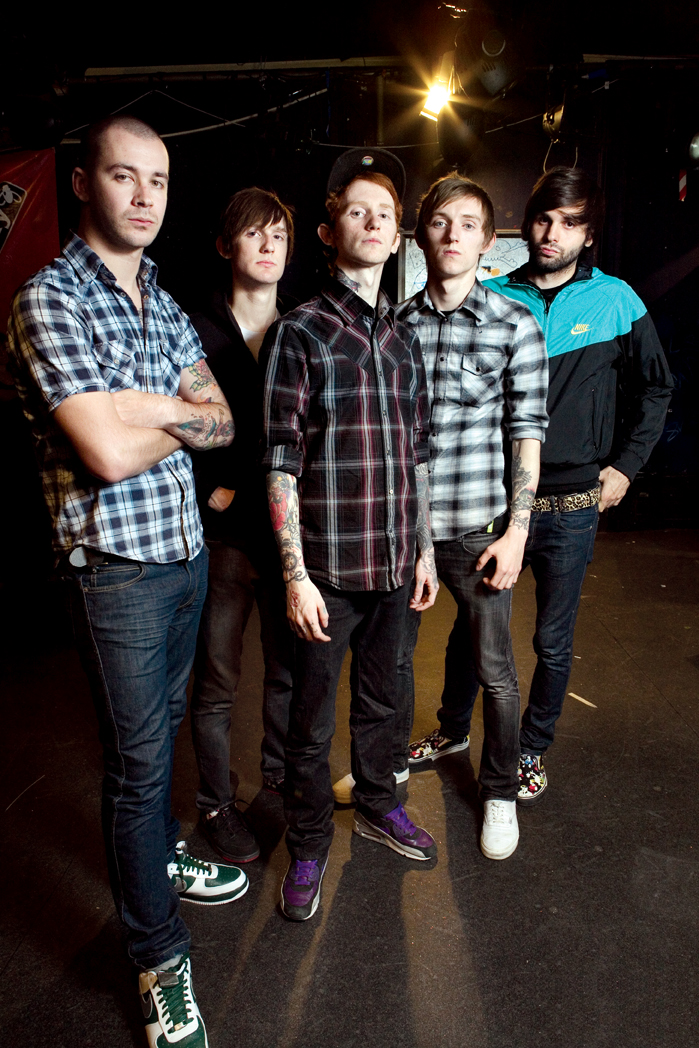
Gallows en 2007, de izquierda a derecha: Gili-Ross, Barratt, Frank Carter, Steph Carter y Barnard.

Gallows se formó en 2005 y lanzó su álbum debut Orchestra of Wolves en 2006 en In at the Deep End Records. El álbum fue aclamado y llamó la atención de Brett Gurewitz de Bad Religion, quien lo lanzó en Estados Unidos por Epitaph Records. La versión de Epitaph incluyen nuevas canciones, entre estos nuevos temas incluyen un cover de «Nervous Breakdown» de Black Flag. En una entrevista, Gurewitz nombró a Orchestra of Wolves como uno de sus álbumes favoritos de 2007, y lo elogió por considerarlo el mejor álbum de hardcore desde The Shape of Punk to Come de Refused.
La gira de Gallows en 2007 incluyó paradas en los festivales South by Southwest, Warped Tour, Download Festival, Taste of Chaos y el Reading Festival, donde el cantante de la banda Frank Carter recibió un tatuaje en el escenario durante el concierto de Chad Gilbert de New Found Glory.
La banda ganó el premio Kerrang! de 2007 a la mejor banda recién llegada británica.
Su canción «In the Belly of a Shark» aparece en Guitar Hero III: Legends of Rock.
El tercer sencillo de Gallows, fue un cover de The Ruts, «Staring at the Rude Bois», fue su primer top 40 en el Reino Unido, que apareció en el número 31 en la tabla del 25 de noviembre de 2007. La canción cuenta con la voz de Lethal Bizzle. La canción apareció en la película de 2008 de Jim Carrey, Yes Man. En febrero, la banda lanzó un sencillo, «Just Because You Sleep Next to Me Doesn't Mean You're Safe», cuyo video se filmó en Emo's, Texas.
En enero de 2008, el espectáculo de la banda en House of Blues en Anaheim, California, se canceló después de que Disney escuchara Orchestra of Wolves y decidiera prohibirles actuar.
La banda contribuyó con un cover de «Wrathchild» en el álbum tributo a Iron Maiden, Maiden Heaven: A Tribute to Iron Maiden.
El 18 de agosto de 2008, la canción «Gold Dust» se lanzó en el perfil de MySpace de Gallows. La banda afirmó que la canción no aparecería en el segundo álbum, diciendo que era «...solo un pequeño regalo para todos los que han estado pidiendo nuevas canciones de Gallows por un tiempo».

### Grey Britain(2008-2011)

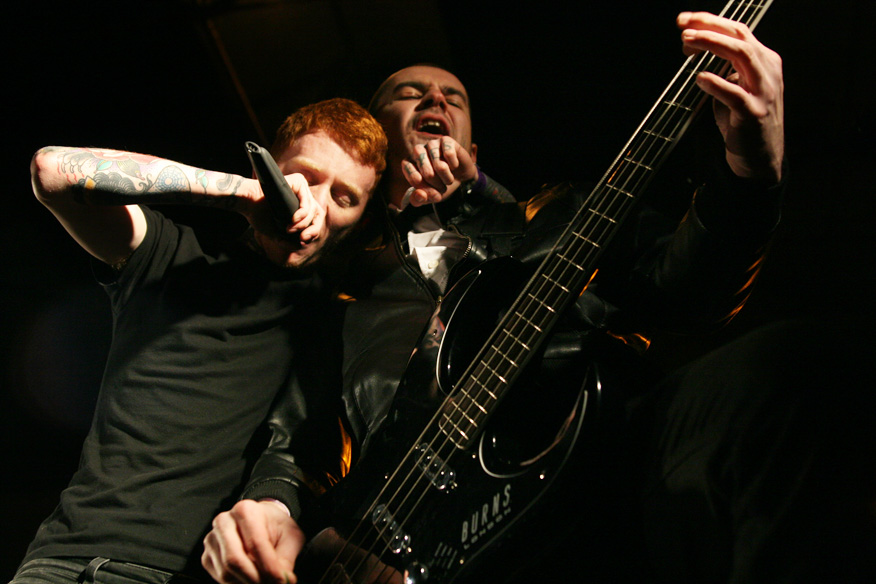
El antiguo vocalista de Gallows, Frank Carter con el bajista Stuart Gili-Ross en 2007.

El 5 de diciembre de 2008, Thrash Hits reveló que el título del segundo álbum de Gallows sería Grey Britain. El álbum fue lanzado el 2 de mayo de 2009.
Para apoyar el álbum, Gallows estuvo en todo el Vans Warped Tour de 2009; y apoyó a AFI en una gira estadounidense. Para realizar una gira con AFI, Gallows pospuso espectáculos en Australia y Nueva Zelanda.
En diciembre de 2009, Gallows se separó de Warner Brothers.
El 6 de junio de 2010, Gallows toco en el desfile de la victoria con Rage Against the Machine en Finsbury Park, Londres. Apoyaron a Rage Against the Machine y Gogol Bordello en el O2 en Dublín el 7 de junio de 2010.
La banda tocó en el Soundwave Festival a fines de febrero y principios de marzo de 2010. Actuaron en la segunda etapa en el Warrior's Dance Festival en el National Bowl el 24 de julio de 2010, tocaron en el Sonisphere Festival de 2010, también como co-cabeza de cartel del Festival Hevy de Kent el 7 de agosto de 2010. También tocaron en el Reading and Leeds Festival de 2010 en el escenario Lock Up bajo el seudónimo de The Rats.
El 17 de diciembre de 2010, la banda tocó en Dingwalls, Camden, Londres, durante la tarde tocando todo el álbum de Orchestra of Wolves. Por la noche, luego fueron al Electric Ballroom y tocaron Grey Britain en su totalidad, con cuatro miembros de Heritage Orchestra. Ambos shows fueron grabados para un DVD en vivo.

### Cambio de formación,Death Is BirthyGallows(2011-2014)

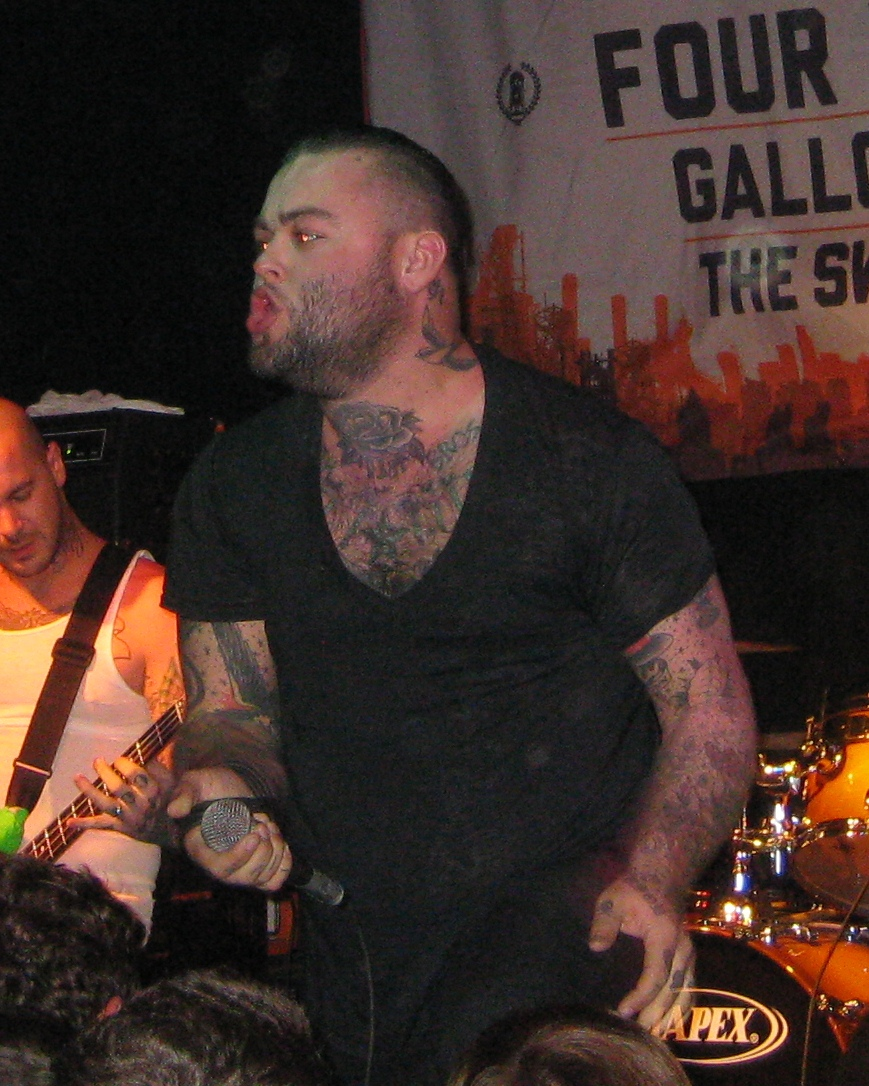
Wade MacNeil de Alexisonfire remplazo a Carter como vocalista de Gallows en 2011.

Frank Carter dejó Gallows en julio de 2011, emitiendo una declaración de que la banda «ha llegado a un cruce de camino en nuestro proceso de escritura y, desafortunadamente, yo y el resto de los muchachos tenemos ideas diferentes sobre el sonido de Gallows en el futuro. Gallows ha decidido que van a continúa sin mí y les deseo a los chicos la mejor de las suertes para el futuro».
El hermano y compañero de banda de Frank, Steph, comentó: «Como todos saben, hemos estado en el estudio durante los últimos meses trabajando en un seguimiento de Grey Britain. Me duele decir que a partir del 1 de agosto Frank ya no será miembro de Gallows. Creativamente, nosotros no pudimos acordar una dirección para el nuevo disco y llegué a la conclusión de que separarnos era lo mejor. Frank lanzará música con su nuevo proyecto, Pure Love a finales de este año y todos le deseamos lo mejor. Él es y siempre será nuestro hermano, así como una parte integral del comienzo de nuestra carrera». La banda hizo su última aparición en un festival con Frank en el festival Sonisphere, y él tocó su último show con Gallows en la ULU de Londres el 23 de julio de 2011.
Frank Carter finalmente formó otro proyecto bajo el nombre de Frank Carter & the Rattlesnakes, volviendo a sus raíces punk hardcore.
El exguitarrista y vocalista de Alexisonfire, Wade MacNeil, reemplazó a Carter como cantante de Gallows en agosto de 2011. Poco después de que Alexisonfire anunciara su disolución. La primera canción de la banda con MacNeil, fue «True Colors» de 40 segundos de duración; se lanzó como una descarga digital gratuita. El EP de 4 canciones, Death Is Birth, fue grabado en Los Ángeles con el guitarrista de The Bronx, Joby Ford como productor, fue lanzado en diciembre a través de Thirty Days of Night Records.
La banda comenzó a grabar su tercer álbum (y el primero con MacNeil), en abril de 2012. Lanzaron su propio sello discográfico, Venn Records. El álbum homónimo de la banda, Gallows fue lanzado el 10 de septiembre de 2012, y fue distribuido por Bridge Nine Records en Norteamérica. En febrero de 2013, la banda anunció que continuarían como un cuarteto; Steph Carter dejó Gallows para enfocarse en su otra banda, Ghost Riders in the Sky. En julio de 2014, Gallows tocó en una serie de festivales en toda Europa, incluido el Sonisphere Festival en Knebworth, y una vez más se retiró al estudio de grabación en Watford para escribir y grabar su cuarto álbum.

### Desolation Sounds(2014-2015)
En el verano de 2014, la banda completó de grabar su cuarto álbum, titulado Desolation Sounds. El álbum iba a ser lanzado originalmente para noviembre de ese año, sin embargo la fecha de lanzamiento se retrasó, y el álbum se lanzó el 13 de abril de 2015. El primer sencillo del álbum, «Bonfire Season» se estrenó en la Radio 1 Rock Show el 11 de enero, con una fecha de lanzamiento del 9 de febrero para el EP, que también contará con un remix y dos temas adicionales.

### Hiato, otros proyectos y retorno (2015-presente)
Gallows toco su último concierto en apoyo a Desolation Sounds el 31 de mayo de 2015 en el festival Rockavaria. Después del final de la gira, McNeil se reunió con Alexisonfire para una serie de conciertos, mientras que Barnard se unió a Krokodil y formó una nueva banda llamada, Gold Key. Barratt también fundó una nueva banda llamada, Funeral Shakes.
El 16 de octubre de 2018, la cuenta de Twitter de la banda publicó un video de 11 segundos con su logotipo y ruido disonante. Una semana después, la banda fue anunciada como una de las primeras ocho bandas en formar parte de la alineación del festival Slam Dunk de 2019.

## Miembros
Miembros actuales
- Laurent "Lags" Barnard – guitarra, voz (2005–presente)
- Stuart Gili-Ross – bajo, voz (2005–presente)
- Lee Barratt – batería (2005-presente)
- Wade MacNeil – voz (2011–presente)

Antiguos miembros
- Paul Laventure – guitarra, voz (2005)
- Frank Carter – voz (2005–2011)
- Steph Carter – guitarra, voz (2006-2013)

## Discografía
Álbumes de estudio
- Orchestra of Wolves (2006, In at the Deep End Records)
- Grey Britain (2009, Warner Records)
- Gallows (2012, Venn Records)
- Desolation Sounds (2015, Venn Records)

EP
- Gallows / November Coming Fire (split con November Coming Fire) (2007, Thirty Days of Night)
- Death Is Birth (2011, Thirty Days of Night)
- Bonfire Season (2015, Venn Records)

Sencillos
| Año                                                                                  | Sencillos                                                    | Posición en las listas | Álbum               |
| Año                                                                                  | Sencillos                                                    | UK                     | Álbum               |
| ------------------------------------------------------------------------------------ | ------------------------------------------------------------ | ---------------------- | ------------------- |
| 2007                                                                                 | «Abandon Ship»                                               | —                      | Orchestra of Wolves |
| 2007                                                                                 | «In the Belly of a Shark»                                    | 56                     | Orchestra of Wolves |
| 2007                                                                                 | «Staring at the Rude Bois» (con Lethal Bizzle)               | 31                     | Orchestra of Wolves |
| 2008                                                                                 | «Just Because You Sleep Next to Me Doesn't Mean You're Safe» | —                      | Orchestra of Wolves |
| 2008                                                                                 | «Gold Dust»                                                  | —                      | n/a                 |
| 2009                                                                                 | «The Vulture (Acts I & II)»                                  | 56                     | Grey Britain        |
| 2009                                                                                 | «London Is the Reason»                                       | —                      | Grey Britain        |
| 2009                                                                                 | «I Dread the Night»                                          | —                      | Grey Britain        |
| 2009                                                                                 | «Misery»                                                     | —                      | Grey Britain        |
| 2011                                                                                 | «True Colours»                                               | —                      | Death Is Birth      |
| 2012                                                                                 | «Last June»                                                  | —                      | Gallows             |
| 2014                                                                                 | «Chains»                                                     | —                      | Desolation Sounds   |
| "—" significa que no entró en lista. "n/a" significa que el sencillo no tiene álbum. |                                                              |                        |                     |